# Smalvleugelmotten
De smalvleugelmotten (Batrachedridae) zijn een familie van vlinders in de superfamilie Gelechioidea. De familie telt ongeveer 100 soorten in tien geslachten.

## Geslachten
- Batrachedra Herrich-Schäffer, 1853
- Chedra Hodges, 1966
- Duospina Hodges, 1966
- Homaledra Busck, 1900
- Enscepastra Meyrick, 1920

## In Nederland waargenomen soorten
- Genus: Batrachedra
  - Batrachedra confusella - (Dennensmalvleugelmot)
  - Batrachedra pinicolella - (Sparrensmalvleugelmot of Gele smalvleugelmot)
  - Batrachedra praeangusta - (Katjessmalvleugelmot)